# Maculiparia terramar
Maculiparia terramar är en insektsart som beskrevs av Frédéric Carbonell 2002. Maculiparia terramar ingår i släktet Maculiparia och familjen Romaleidae. Inga underarter finns listade i Catalogue of Life.